# Pialea ecuadorensis
Pialea ecuadorensis är en tvåvingeart som beskrevs av Evert I. Schlinger 1956. Pialea ecuadorensis ingår i släktet Pialea och familjen kulflugor.
Artens utbredningsområde är Ecuador. Inga underarter finns listade i Catalogue of Life.